# Jamie Anderson
|  | For den nulevende amerikanske snowboarder, se Jamie Anderson (snowboarder). |
James "Jamie" Anderson (27. juni 1842 i St Andrews, Skotland – 1905 i Thornton, Skotland) var en skotsk professionel golfspiller, som tre gange i træk vandt The Open Championship – i 1877 på Musselburgh Links, i 1878 i Prestwick Golf Club og i 1879 på St Andrews Links.
Kun tre andre spillere har vundet The Open Championship tre gange i træk: Tom Morris, Jr. (1868–1870), Bob Ferguson (1880–1882) og Peter Thomson (1954–1956).